# Setge de Fushimi
El setge de Fushimi va ser una batalla crucial d'una sèrie de conflictes bèl·lics que van desembocar en la batalla de Sekigahara, la qual va marcar la fi del període Sengoku. El castell Fushimi-Momoyama era defensat per forces lleials a Tokugawa Ieyasu i comandades per Torii Mototada. Tot i ser conscients de la seva inevitable derrota, van decidir fer front a les tropes d'Ishida Mitsunari i encara que el castell va acabar derrotat, el seu valor va canviar el rumb de la història del Japó perquè van permetre que Tokugawa rearmés el seu exèrcit i unifiqués el país posteriorment.

## Context
El castell Fushimi-Momoyama havia estat construït anys abans per tal de servir com un luxós palau per Hideyoshi Toyotomi, però va ser destruït per un terratrèmol el 1596. Tokugawa Ieyasu va reconstruir el castell i el va deixar al comandament de Torii Mototada. La guerra en contra de les tropes d'Ishida es veia cada vegada més a prop i Ieyasu sabia que el castell seria un dels blancs principals del seu enemic per la seva proximitat amb la ciutat de Kyoto. Durant la seva visita al castell, Ieyasu conversà amb Mototada sobre la possibilitat de l'atac. Mototada va decidir fer front a l'exèrcit enemic malgrat saber que les seves tropes eren molt inferiors en nombre, per tal que Ieyasu pogués escapar i rearmar el seu exèrcit.